# Oliver Bottini

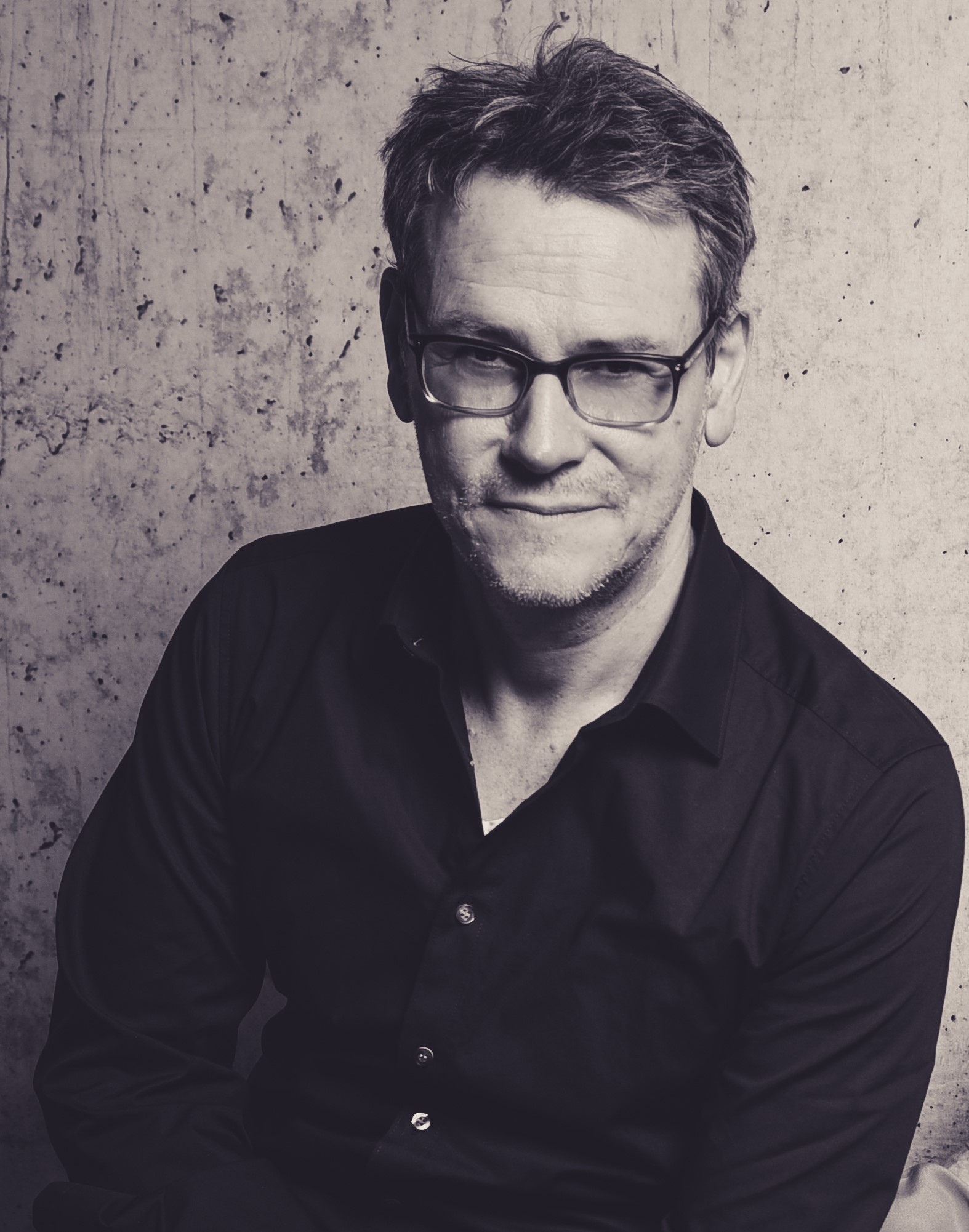

Oliver Bottini (* 21. April 1965 in Nürnberg) ist ein deutscher Schriftsteller, der sich mit seinen Kriminalromanen Renommee erworben hat und seit 2017 auch als Drehbuchautor tätig ist.

## Leben
Aufgewachsen in München, leistete er nach dem Gymnasium dort Zivildienst. Anschließend verbrachte er ein halbes Jahr in Neuseeland und Australien. Ab 1992 studierte er an der LMU München Germanistik, Italianistik sowie Markt- und Werbepsychologie und schloss mit dem Magister ab. Von 2008 bis 2018 lebte Bottini in Berlin, mittlerweile wohnt er in Frankfurt am Main.
Seinen Lebensunterhalt verdient er seit 1995 als freiberuflicher Lektor und Autor. Bis 2010 praktizierte er zum sportlichen und spirituellen „Ausgleich“ Kung Fu und Qi Gong, später Ashtanga Yoga.
Die ersten Literaturstipendien kamen 1999 von der Stadt München und 2001 von der Bertelsmannstiftung. Berufsbegleitend absolvierte Bottini ab 2001 eine zweijährige Ausbildung in Familien- und Wirtschafts-Mediation. Seit der Platzierung seines ersten Kriminalromans Mord im Zeichen des Zen beim Deutschen Krimi Preis 2005 (3. Platz) gehört er bei der Literaturkritik und zunehmend auch beim Leserpublikum zu den beachteten Krimi-Romanciers in Deutschland. Sein 2006 erschienener zweiter Krimi Im Sommer der Mörder stand zweimal auf Platz eins der KrimiWelt-Bestenliste und erhielt 2007 ebenfalls den Deutschen Krimi Preis (Platz 3). Im Frühjahr 2007 verbrachte Bottini nach eigenen Angaben drei Monate im kroatischen Osijek, um für den Roman Im Auftrag der Väter zu recherchieren und das Buch dort zu Ende zu schreiben.
Für sein Werk Der Tod in den stillen Winkeln des Lebens erhielt er 2018 den Deutschen Krimi Preis (Platz 1) sowie den Preis der Heinrich-Böll-Stiftung für den besten politischen Kriminalroman des Jahres.
Mit Kurzgeschichten ist Bottini darüber hinaus in Anthologien vertreten. Als Sachbuchautor befasste er sich bislang vorwiegend mit Themen der asiatischen Lebenskunst: Meditation, Buddhismus, Zen, Qi Gong. Eine Kritikerin von Deutschlandradio Kultur sagte über ihn: „Tatsächlich sind Oliver Bottinis Bücher frei von esoterischem Geschwafel.“
2017 beteiligte sich Oliver Bottini mit der Geschichte „Wintertod“ an einem Projekt der Konzeptkünstlerin Karin Sander für das Kunst Museum Winterthur – Beim Stadthaus. „Wintertod“ erschien im September 2017 im Verlag der Buchhandlung Walther König.
Zwei von Bottinis Kriminalromanen mit der trocken alkoholkranken Kommissarin „Louise Boni“ wurden für das deutsche Fernsehen verfilmt. Am 18. Februar 2016 zeigte die ARD erstmals die zweite Episode, Louise Bonì: Jäger in der Nacht, im Hauptabendprogramm. Im Jahr zuvor war bereits Louise Bonì: Mord im Zeichen des Zen ausgestrahlt worden, „von der Kritik hochgelobt“. Der „Welt“-Feuilletonleiter Elmar Krekeler meinte sogar, Louise Boní sei „die vielschichtigste Frauenfigur des deutschen Serienfernsehens“. Das war indes schon in der literarischen Vorlage, dem Buch von Oliver Bottini, so angelegt.
Bottinis Roman „Ein paar Tage Licht“ wurde als vierteilige Miniserie unter der Regie von Frédéric Jardin in deutsch-französischer Koproduktion verfilmt. Das Drehbuch schrieb Abdel Raouf Dafri. Die Erstausstrahlung erfolgte unter dem Titel „Algiers Confidential – Ein paar Tage Licht“ am 17. Februar 2022 auf ARTE.

## Werke

### Kriminalliteratur
Louise Bonì-Reihe
- Bd. 1: Mord im Zeichen des Zen. Scherz Vlg., Frankfurt am Main 2004, ISBN 3-502-61117-3. (Platz 3 beim Deutschen Krimi Preis 2005)
- Bd. 2: Im Sommer der Mörder. Scherz, Frankfurt am Main 2006, ISBN 3-502-11000-X
- Bd. 3: Im Auftrag der Väter. Scherz, Frankfurt am Main 2007, ISBN 978-3-502-11009-5
- Bd. 4: Jäger in der Nacht. Scherz, Frankfurt am Main 2009, ISBN 978-3-502-11018-7
- Bd. 5: Das verborgene Netz. Scherz, Frankfurt am Main 2010, ISBN 978-3-502-11055-2
- Bd. 6: Im weißen Kreis. DuMont, Köln 2015, ISBN 978-3-8321-9699-8

Weitere
- Der kalte Traum. DuMont Buchverlag, Köln 2012, ISBN 978-3-8321-9659-2
- Ein paar Tage Licht. DuMont, Köln 2014, ISBN 978-3-8321-9660-8
- Der Tod in den stillen Winkeln des Lebens. DuMont, Köln 2017, ISBN 978-3-8321-9776-6
- Einmal noch sterben. DuMont, Köln 2022, ISBN 978-3-8321-9847-3

### Kurzgeschichten
- Nächstes Jahr. In: Verbotene Küsse. Seitensprünge und andere sinnliche Fantasien. Anthologie. Knaur Verlag München, April 2005.
- Die einzig wahre Geschichte. In: Blutgrätsche. Weltmeister-Krimis. Anthologie. Grafit Verlag, Dortmund, Februar 2006.
- Leben und sterben in Fröndenberg. In: Mord am Hellweg III. Kriminalstories. Anthologie. Grafit Verlag, Dortmund, September 2006.

### Sachbücher
- Das große O.W. Barth-Buch des Zen. O.W. Barth Verlag, 2002, ISBN 3-502-61104-1.
- Das große O.W. Barth-Buch des Buddhismus. O.W. Barth Verlag, 2004, ISBN 3-502-61126-2.
- Mit Lao Vongvilay: Die Kraft des Tigers. Qi Gong für jeden Tag. O.W. Barth Verlag, 2005, ISBN 3-502-61134-3.

## Auszeichnungen
- 2005: Deutscher Krimi Preis (Platz 3 national) für Mord im Zeichen des Zen
- 2007: Deutscher Krimi Preis (Platz 3 national) für Im Sommer der Mörder
- 2007: Radio Bremen Krimipreis
- 2013: Deutscher Krimi Preis (Platz 3 national) für Der kalte Traum
- 2013: Berliner Krimi Preis „Krimifuchs“
- 2015: Deutscher Krimi Preis (Platz 2 national) für Ein paar Tage Licht
- 2018: Deutscher Krimi Preis (Platz 1 national) für Der Tod in den stillen Winkeln des Lebens[4]
- 2018: Preis der Heinrich-Böll-Stiftung für den besten politischen Kriminalroman des Jahres
- 2022: Deutscher Krimi Preis (Platz 2 national) für Einmal noch sterben[5]